# Bye Bye Berlusconi!
Bye Bye Berlusconi! (Originaltitel: Buonanotte Topolino) ist eine Politsatire über die Regierungszeit des italienischen Ministerpräsidenten Silvio Berlusconi. Der Spielfilm entstand 2006 als Low-Budget-Produktion in deutsch-italienischer Zusammenarbeit. Regie führte der deutsche Schauspieler und Nachwuchsregisseur Jan Henrik Stahlberg. Das Drehbuch schrieb er zusammen mit der Drehbuchautorin und Schauspielerin Lucia Chiarla.

## Handlung
Die italienische Schauspielerin Lucia Montesano verfolgt die dubiosen Machenschaften des seit 1994 regierenden Ministerpräsidenten mit zunehmendem Ärger, was sie in einem Tagebuch festhält. Eines Tages entschließt sie sich, dessen Treiben nicht länger nur zuzusehen, sondern etwas dagegen zu unternehmen. Ihr Plan ist es, den umstrittenen Staatsmann entführen zu lassen und in einem Schauprozess offenzulegen, wie zweifelhaft die Methoden sind, die er anwendet. Der Regisseur Jan soll das ganze Prozedere gemeinsam mit seiner kleinen Filmcrew aus Genua im Bild festhalten.
Lucia wird jedoch von einem Rechtsanwalt belehrt, dass Filme über tatsächlich lebende Personen juristisch problematisch sind und nichts als Ärger mit sich bringen würden. Die Anwälte des Produzenten Roberto geben dem Gespann den Rat, den Ministerpräsidenten nicht bei seinem Namen zu nennen, um so einer eventuellen Klage vorzubeugen. Lucia und Jan beschließen, das Projekt als Satire zu deklarieren. So fällt die Entscheidung, die Hauptfigur Topolino zu nennen, der italienische Name für Mickey Mouse (in der deutschen Fassung „Micky Laus“). Angesiedelt wird die Filmhandlung in Hühnerhausen, wo Topolino Bürgermeister ist und den Fußballverein „AC Hühnerhausen“ betreibt. Zudem vertreibt er Melonen im großen Stil und ist Besitzer des privaten Fernsehsenders „Tele Melon“. Schwerreich geworden ist er durch seine Kooperation mit der Mafia. Auf sein Konto gehen Bilanzfälschungen, Steuerhinterziehung, Schmiergeldzahlungen, Meineid und Bestechung. Um einen Prozess zu erzwingen, wird er von einer radikalen Gruppe linker Künstler, nämlich Daisy, Kater Karlo und den Hundekackern entführt. Die zunehmende Hysterie am Set, besonders bei Lucia, reflektiert die Stimmung während der Dreharbeiten des Films im Film. Ständig wird das Team, das den Film über den Ministerpräsidenten dreht, von der italienischen Obrigkeit bedroht. 
Die Einwohner von Hühnerhausen sind nun gefordert, darüber zu entscheiden, ob Topolino schuldig ist, und wenn, wie lange er für seine Taten im Gefängnis büßen muss und vor allem müssen sie darüber befinden, ob er weiter im Zentrum der Macht agieren darf. In einem via Internet übertragenen öffentlichen Prozess fällt das Urteil: 90 Jahre Haft.

## Produktion

### Produktionsnotizen
Produziert wurde der Film von Schiwago Film in Zusammenarbeit mit dem HR, vertrieben in Spanien von Paycom Multimedia, in Deutschland von Jetfilm und auf DVD von Kinowelt Home Entertainment.
Der Film wurde im Original auf Italienisch gedreht, womit man möglichen Vorwürfen vorbeugen wollte, dass Deutsche sich in italienische Angelegenheiten einmischen würden.

### Hintergrund
Maurizio Antonini ist ein Doppelgänger von Silvio Berlusconi. Aus juristischen Gründen wurde darauf verzichtet, im Film real existierende Personen darzustellen. Der Kritiker Frédéric Jaeger schrieb zu den zwei Ebenen, auf denen sich der Film bewegt, dass diese sich im Lauf des Films zunehmend vermischen, was die Verwirrung am Ende perfekt mache. Zwar besitze der Film „nicht die nötige Brisanz, um eine wirkliche Bewusstseinswerdung hervorzurufen“, doch gelinge es ihm immerhin, „die Einschränkungen und Angstzustände zu beschreiben, die aus den undemokratischen Verhältnissen mitten in Europa resultieren“, gerade weil er auf Polemik verzichte.
Anne Wotschke von Programmkino.de schrieb, dass der Film sich „trotz seines satirischen Charakters“ in den „juristischen Details streng an der Realität“ orientiere. Sämtliche im Film erhobenen Anklagen seien reale Vorwürfe, da Berlusconi und seine Mitarbeiter in zahlreiche Strafverfahren verwickelt gewesen seien. In diesen sei es um die Nähe zur Mafia, um Bilanzfälschung, Steuerhinterziehung und Bestechung gegangen. Berlusconi sei in keinem dieser Fälle verurteilt worden, ein großer Teil der Verfahren sei verjährt. Zudem seien Anklagen fallengelassen, weil die Regierung Berlusconi zwischenzeitlich Gesetze zu Berlusconis Gunsten geändert habe.

### Zur Person Silvio Berlusconi

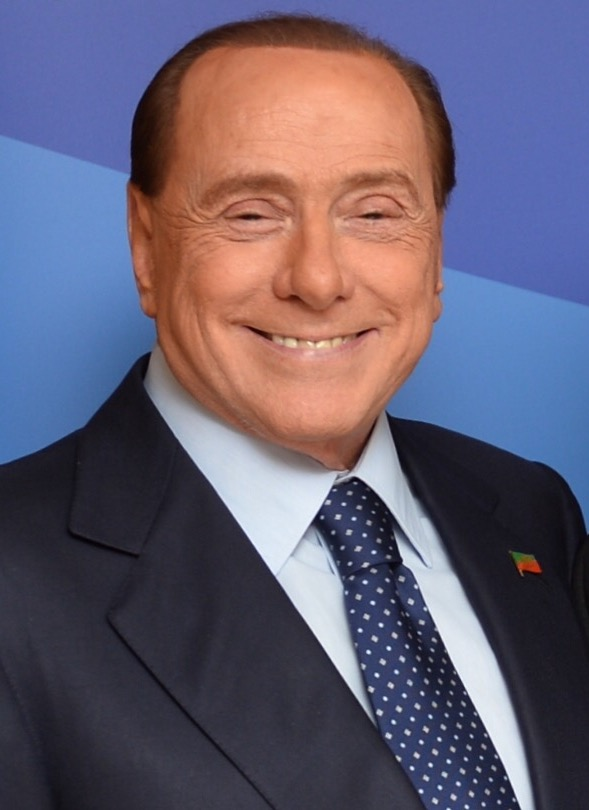
Silvio Berlusconi (2015)

Silvio Berlusconi (1936–2023) war ein italienischer Politiker und Unternehmer. Er war viermal Italiens Ministerpräsident (von 1994–1995, 2001–2005, 2005–2006 und 2008–2011) sowie übergangsweise Außen-, Wirtschafts- und Gesundheitsminister. Er war Eigentümer des Konzerns Fininvest und laut Forbes-Liste 2015 mit einem Vermögen von knapp 8 Milliarden US-Dollar einer der reichsten Männer Italiens. Bekannt wurde er nicht nur durch seine politischen Ämter, sondern auch durch Affären und so genannte Bunga-Bunga-Partys. Mehrere Verfahren waren vor italienischen Gerichten gegen ihn anhängig. Im August 2013 wurde er wegen Steuerbetrugs rechtskräftig verurteilt, was ein zweijähriges Verbot der Bekleidung öffentlicher Ämter einschließt.

## Rezeption

### Veröffentlichung, DVD
Der Film wurde am 10. Februar 2006 auf der Berlinale vorgestellt, am 30. März 2006 lief er in den deutschen Kinos an. Am 3. Juni 2006 wurde er auf dem Alba Regia International Film Festival in Ungarn vorgestellt. Am 4. September 2009 wurde er in Spanien veröffentlicht. 
Die italienischen Verleihunternehmen lehnten die Veröffentlichung des Films in Italien ab. Allen maßgeblichen Verleihern war die Angelegenheit zu heiß. Bei der Premiere des Films war Maurizio Antonini, das Berlusconi-Double, zugegen und wurde teils für echt gehalten. Bei der Premiere des Films in Berlin wurde vor dem Kino gegen Berlusconi demonstriert. Eine italienische zum Filmteam gehörende Musikgruppe stimmte im Kinosaal die Internationale an.
Der Film erschien unter der „Nummer 3/2006 Der deutsche Film“ innerhalb der Zweitausendeins Edition auf DVD. Von Studiocanal wurde der Film am 2. Mai 2008 mit einer deutschen Tonspur auf DVD veröffentlicht.

### Kritik
Jakob Nienstedt kritisierte auf stern.de, dass in die Handlung Interviews mit den Schauspielern integriert würden, was „verwirrend“ und „verschreckend“ wirken würde. Er bezeichnete den Film als nicht humorvoll genug und langweilig. Nienstedt lobte die „perfekte Darstellung“ von Maurizio Antonini […], bemängelte jedoch, dass die „ab und zu eingestreuten, pseudo-dokumentarischen Interviews mit den Schauspielern“ für endgültige „Konfusion“ sorgen, da diese „die gleichen Vornamen wie die Mitglieder der Filmcrew im Film“ hätten, wodurch der Kinobesucher nie wisse, „wer hier überhaupt seine Kommentare in die Kamera“ spreche. […] „Insbesondere die Zuschauer, die sich nicht allzu gut mit der Geschichte Berlusconis auskennen“ würden, würden […] „eher verwirrt und verschreckt“.
Anne Wotschke von Programmkino.de befand, der deutsche Schauspieler Jan Henrik Stahlberg überzeuge „in seiner ersten Regiearbeit […] mit einer überspitzten Satire, die sich dennoch eng an die Realität“ halte. Weiter führte Wotschke aus: „Nicht nur die geschickte Vermengung von Fiktion und Realität vermag in Stahlbergs Regiedebüt zu überzeugen, sondern auch Maurizio Antonini als perfekter Doppelgänger Berlusconis.“
Frédéric Jaeger war in seinen Ausführungen für critic.de der Meinung, dass es in Italien „alles andere als einfach [sei], einen Film gegen den Ministerpräsidenten zu drehen. Selbst wenn er aus eigener Tasche finanziert [werde], bleib[e] die Angst vor Repressalien und Prozessen nicht aus. […] Die Trennlinie zwischen Satire und Verleumdung [werde] auch in Bye Bye Berlusconi! thematisiert.“ Weiter hieß es, Stahlberg setze in seinem Regieerstling auf eine „dokumentarisch wirkende Form. Mittels hektisch geführter Handkamera und Interviewsituationen mit dem Filmteam suggerier[e] er Realitätsnähe.“ Und weiter: „Der Guerilla-Dreh, den er dabei inszeniert, sorgt aber für kaum mehr als eine Rahmenhandlung, obgleich er durch die Repressalien der Ordnungshüter und die ständige latente Gefahr mehr aussagt als die bunte Farce über den Melonenhersteller. Doch über die vertretenen Thesen hinaus bleiben die Situationen rund um den Dreh sehr einfach gestrickt und die Figuren nur eindimensional beschrieben. Fast schon genial hingegen erscheint die immer wieder eingestrahlte Werbung aus dem Fernsehprogramm des Melonen-Senders. Als Kritik an der sinnwidrigen Sexualisierung von Reklame ist sie pointierter als die Verurteilung Topolinos als Kritik am noch grundsätzlich fehlenden Prozess gegen Berlusconi.“
Dina Maestrelli von Skip – Das Kinomagazin schrieb: „Mit satirischen Mitteln sollen die Italiener davon überzeugt werden, die Regierung Berlusconi bei den nächsten Wahlen in Pension zu schicken.“
Kino.de war der Ansicht, die „komplex verschachtelte Film-im-Film-Realsatire“, verlange vom Zuschauer „einige Konzentration“, auch wenn sie „simpel gestrickt“ sei. Weiter hieß es, „während die Anlehnungen an die Comics eher albern“ wirkten, sei die „zweite Ebene um so brisanter“. „Konsequent“ spiele „Stahlberg die beiden Erzählebenen gegeneinander aus“. Da er die Ebenen „nicht kenntlich“ mache, müsse man sich „bei jedem Szenenwechsel immer wieder neu orientieren“.
Für Cinefacts.de war es ein „eifriger, tapferer, frecher Anti-Berlusconi-Film“, bei dem vieles „improvisiert“, vieles „wild originell“ wirke und einiges auch „seine Längen“ habe. „Tatsächlich [sei] die Geschichte des Filmteams, das rechtliche Hürden umgehen [müsse], auch die Geschichte von Stahlberg und seiner Co-Autorin, Darstellerin und Lebensgefährtin Lucia Chiarla, die in juristische und finanzielle Schwierigkeiten bei der Konzeption ihres Anti-Berlusconi-Filmes“ geraten seien. Der Film sei „mehr als reines Berlusconi-Bashing“. „Filmisch am stärksten“ sei Bye Bye Berlusconi, wenn er sich auf „seine klare satirische Kraft“ verlasse und damit „eine deutliche Eingleisigkeit“ fahre. „Berlusconis Reich mit Entenhausen zu verknüpfen“, sei „eine brillante Idee“.
Für epd-Film schrieb Barbara Schweizerhof, ihren „besonders irritierenden Charme“ erhielten die Aufnahmen dadurch, dass, „wann immer der Name Berlusconi“ falle, „ein Beep ertön[e], währenddessen als Crewmitglied ein grinsendes Berlusconi-Double am Tische“ sitze. Zu den „satirischen Höhepunkten“ des Films zählte Schweizerhof die Szenen, die zeigen, was der Fernsehsender Tele Melon „so in den Äther“ schicke. Da gäbe es „Werbung mit anzüglich agierenden jungen Frauen, die dümmlich-einseitige Berichterstattung über die Entführung und vor allem den Irrsinn der ständig durchs Bild laufenden Schrift-Bänder“, die dazu aufriefen, „das Lied des entführten Bürgermeisters als Klingelton fürs Handy herunterzuladen“.
Der Filmexperte Marek Bringezu schrieb bei Zweitausendeins.de: „Als der Schauspieler Jan Henrik Stahlberg seine Satire ‚Bye bye Berlusconi!‘ im Februar 2006 auf der Berlinale präsentiert, regiert Silvio Berlusconi bereits ein zweites Mal in Italien. Die erste Amtszeit dauerte von 1994 bis 1996, die zweite von 2001 bis 2006. Als Berlusconi die Parlamentswahlen im April 2006 verlor und am 2. Mai 2006 zurücktrat, erfüllte sich der Filmwunsch auf seltsame Weise. Aber bereits zwei Jahre später war der Politiker wieder an der Macht und erst am 12. November letzten Jahres trat er, nun zum dritten Mal, von seinem Amt als Regierungschef zurück.“ Weiter schrieb Bringezu, der Film sei ein „mutiges Experiment“ […] und dank des „verblüffenden Berlusconi-Doppelgängers Maurizio Antonini in der Hauptrolle“ würden „die Grenzen von Realität und Filmfantasie auf geniale Weise“ verschwimmen.
Der Filmdienst schreibt im Lexikon des internationalen Films: „Aus Angst vor Strafverfolgung verlegt ein Filmteam, das einen Politthriller über Silvio Berlusconi dreht, die Handlung in eine fiktive Stadt, in der der korrupte Besitzer eines kommerziellen Fernsehsenders seine Wiederwahl als Bürgermeister anstrebt. Doch auch mit den Mitteln der Satire ist dem italienischen Ministerpräsidenten nicht beizukommen. Der Film mischt Fiktion und Realität und will mit dem Instrumentarium des Dokumentarischen über Sinn und Unsinn des eigenen Tuns reflektieren. Dabei versteht es die Low-Budget-Produktion nur in Ansätzen, auf das groteske Potenzial der politischen Gegenwart hinzuweisen.“

### Auszeichnung
Yasmin Khalifa und Carola Gauster wurden 2006 bei den 56. Internationalen Filmfestspielen in Berlin mit dem Femina-Film-Preis für die Ausstattung ausgezeichnet.

### Weitere Filme dieser Art
- 2005: Viva Zapatero!, Filmsatire über Berlusconi, lockte immerhin mehr als 300.000 Zuschauer in die italienischen Kinos.
- 2006: Der Italiener
- 2006: Quando era Silvio, DVD-Beilage einer linken Wochenzeitschrift

Berlusconi von Le Monde zu den Filmen befragt, soll geäußert haben: „Ich bin der Jesus-Christus der Politik, ein geduldiges Opfer, das alles aushält und sich für alle aufopfert.“